# Swilland
Swilland ist ein Dorf und civil parish im District East Suffolk in der Grafschaft Suffolk, England. Im Jahr 2001 hatte es eine Bevölkerung von 164 Personen.